# Síugró csapatverseny nagysáncon a 2006. évi téli olimpiai játékokon
A 2006. évi téli olimpiai játékokon a síugrás csapatversenyét nagysáncon február 20-án rendezték Pragelatóban. Az aranyérmet az osztrák csapat nyerte meg. A versenyszámban nem vett részt magyar csapat.

## Eredmények
A verseny két sorozat ugrásból állt. A második sorozatban az első sorozat első nyolc helyezettje vehetett részt. Az összesített pontszám határozta meg a végső sorrendet. A távolságadatok méterben értendők.

### 1. ugrás
| Helyezés | Csapat                                                                                          | Távolság                | Pont                          |
| -------- | ----------------------------------------------------------------------------------------------- | ----------------------- | ----------------------------- |
| 1.       | Ausztria (AUT) · Andreas Widhölzl · Andreas Kofler · Martin Koch · Thomas Morgenstern           | 122,0 133,5 122,0 129,5 | 472,6 107,1 133,8 106,6 125,1 |
| 2.       | Finnország (FIN) · Tami Kiuru · Janne Happonen · Janne Ahonen · Matti Hautamäki                 | 124,5 122,5 129,0 128,0 | 467,2 113,6 109,5 122,2 121,9 |
| 3.       | Norvégia (NOR) · Lars Bystøl · Bjørn Einar Romøren · Tommy Ingebrigtsen · Roar Ljøkelsøy        | 126,0 124,5 116,5 128,5 | 452,4 117,3 114,6 97,2 123,3  |
| 4.       | Németország (GER) · Michael Neumayer · Martin Schmitt · Michael Uhrmann · Georg Späth           | 126,0 125,5 120,5 123,0 | 446,0 113,8 116,4 105,4 110,4 |
| 5.       | Lengyelország (POL) · Stefan Hula · Kamil Stoch · Robert Mateja · Adam Małysz                   | 118,0 122,0 126,0 128,0 | 445,2 99,9 108,1 116,3 120,9  |
| 6.       | Japán (JPN) · Itó Daiki · Icsinohe Cujosi · Kaszai Noriaki · Okabe Takanobu                     | 121,5 121,0 122,5 121,0 | 426,8 106,2 104,3 110,5 105,8 |
| 7.       | Oroszország (RUS) · Gyenyisz Kornyilov · Dmitrij Ipatov · Dmitrij Vasziljev · Ildar Fatkullin   | 121,5 121,0 125,0 117,5 | 425,0 106,7 105,3 114,0 99,0  |
| 8.       | Svájc (SUI) · Michael Möllinger · Simon Ammann · Guido Landert · Andreas Küttel                 | 121,5 122,5 116,5 123,5 | 424,2 107,2 108,5 95,7 112,8  |
| 9.       | Csehország (CZE) · Jan Matura · Ondřej Vaculík · Borek Sedlák · Jakub Janda                     | 123,5 109,5 117,5 122,0 | 397,0 110,8 79,6 99,0 107,6   |
| 10.      | Szlovénia (SLO) · Rok Benkovič · Robert Kranjec · Primož Peterka · Jernej Damjan                | 116,0 105,5 122,5 124,0 | 390,4 95,3 74,4 108,5 112,2   |
| 11.      | Olaszország (ITA) · Andrea Morassi · Sebastian Colloredo · Alessio Bolognani · Davide Bresadola | 109,5 121,0 104,0 106,0 | 328,4 80,1 105,3 70,7 72,3    |
| 12.      | Kazahsztán (KAZ) · Nyikolaj Karpenko · Ragyik Zsaparov · Alekszej Koroljov · Ivan Karaulov      | 111,0 111,5 104,0 110,0 | 322,2 84,8 85,7 69,7 82,0     |
| 13.      | Dél-Korea (KOR) · Cshö Jongdzsik · Cshö Hungcshol · Kim Hjongi · Kang Cshilku                   | 107,5 103,5 113,5 110,5 | 321,5 79,0 69,8 89,8 82,9     |
| 14.      | Egyesült Államok (USA) · Tommy Schwall · Anders Johnson · Clint Jones · Alan Alborn             | 99,0 93,5 109,0 114,5   | 286,8 60,7 50,3 82,2 93,6     |
| 15.      | Kanada (CAN) · Gregory Baxter · Stefan Read · Graeme Gorham · Michael Nell                      | 104,0 110,0 99,0 100,5  | 276,8 71,2 82,0 60,2 63,4     |
| 16.      | Kína (CHN) · Li Jang · Jang Kuang · Vang Csien-hszün · Tien Csantung                            | 105,0 85,0 94,5 97,5    | 206,1 72,0 32,5 50,1 51,5     |

### 2. ugrás
| Helyezés | Csapat                                                                                        | 1. ugrás pontszám | 2. ugrás                | 2. ugrás                      | 2. ugrás | Összesített pontszám |
| Helyezés | Csapat                                                                                        | 1. ugrás pontszám | Távolság                | Pont                          | Hely.    | Összesített pontszám |
| -------- | --------------------------------------------------------------------------------------------- | ----------------- | ----------------------- | ----------------------------- | -------- | -------------------- |
| Arany    | Ausztria (AUT) · Andreas Widhölzl · Andreas Kofler · Martin Koch · Thomas Morgenstern         | 472,6             | 129,0 130,0 128,5 140,5 | 511,4 122,7 126,0 120,3 142,4 | 1.       | 984,0                |
| Ezüst    | Finnország (FIN) · Tami Kiuru · Janne Happonen · Janne Ahonen · Matti Hautamäki               | 467,2             | 131,5 124,0 132,0 138,0 | 509,4 127,2 112,2 129,6 140,4 | 2.       | 976,6                |
| Bronz    | Norvégia (NOR) · Lars Bystøl · Bjørn Einar Romøren · Tommy Ingebrigtsen · Roar Ljøkelsøy      | 452,4             | 135,5 126,0 116,5 141,0 | 497,7 136,9 116,3 97,2 147,3  | 3.       | 950,1                |
| 4.       | Németország (GER) · Michael Neumayer · Martin Schmitt · Michael Uhrmann · Georg Späth         | 446,0             | 127,5 118,0 130,0 134,0 | 476,6 118,0 100,9 125,0 132,7 | 4.       | 922,6                |
| 5.       | Lengyelország (POL) · Stefan Hula · Kamil Stoch · Robert Mateja · Adam Małysz                 | 445,2             | 119,0 124,5 123,5 129,5 | 449,2 101,2 112,6 110,8 124,6 | 7.       | 894,4                |
| 6.       | Japán (JPN) · Itó Daiki · Icsinohe Cujosi · Kaszai Noriaki · Okabe Takanobu                   | 426,8             | 121,5 119,5 130,5 132,0 | 466,3 107,2 103,1 126,4 129,6 | 5.       | 893,1                |
| 7.       | Svájc (SUI) · Michael Möllinger · Simon Ammann · Guido Landert · Andreas Küttel               | 424,2             | 121,5 122,0 136,0       | 462,7 108,7 107,6 108,6 137,8 | 6.       | 886,9                |
| 8.       | Oroszország (RUS) · Gyenyisz Kornyilov · Dmitrij Ipatov · Dmitrij Vasziljev · Ildar Fatkullin | 425,0             | 117,5 123,0 131,0 117,0 | 431,8 97,5 109,9 126,3 98,1   | 8.       | 856,8                |